# Katedrala sv. Terezije Avilske u Subotici
Katedrala sv. Terezije Avilske u Subotici je katedralna bazilika u Subotici. Ova rimokatolička crkva posvećena je sv. Tereziji Avilskoj. Nalazi se na adresi Trg žrtava fašizma 19. Subotičani svoju stolnicu zovu još Velika crkva.
Građena je prema projektima peštanskog arhitekta Franza Kaufmanna od 1773. do 1779. godine. Duga je 61 m, široka 26 metara, visina broda je 18 metara, zvonik joj je visok 64 metra.
Crkvu rese lijepe oltarne slike. Svojim su likovnim djelima ovu crkvu ukrasili slikar iz Pešte Josef Schoefft, iz Münchena slikar Kasper Schleibner, iz Innsbrucka slikar Emmanuel Walch, iz Zagreba danski slikar-dekorater Johannes Clausen, Friedrich Held. Johannes Clausen je 1893. – 1894. obnavljao unutrašnjost crkve.
Nastojanjem župnika Matije Mamužića ova katedrala dobila je prozore u boji koje ima i danas, zatim dva križna broda s oltarima, 18 kipova u naravne veličine te dograđene sakristije. Sve kipove izradila čuvena austrijska tvrtka Ferdinand Stuflesser iz mjesta St. Ulrich, južni Tirol.
Obnovljena je na svoju 200. godišnjicu. 1972. i 1973. zidne i oltarne slike obnovili su Nikola Jandrijević, Dušan Nonin, Lajos Kiss.
Od 1973. zaštićeni je spomenik kulture, pod zaštitom Zavoda za zaštitu spomenika kulture. Papa Pavao VI. je na dne 29. travnja 1974. godine ovu stolnu crkvu odlikovao manje bazilike, te od tog dana nosi naslov katedrala - bazilika odnosno stolna bazilika svete Terezije.
Otkad je ova crkva ustanovljena, sjedištem je župe. Župnici su bili: dr Stipan Ranić, Ivan Lukić, Pavao Sučić od Pačira, Ante Šarčević, Béla Czorda, Ferenc Szép, Ivan Probojčević, Matija Mamužić, Veco Mamužić, Dezső Vojnich od Bajše, Lajčo Budanović, Matija Zvekanović, Franjo Vujković te od 1985. Stjepan Beretić. Danas je sjedište Subotičke biskupije.
U Velikoj se crkvi održava godišnja glazbena manifestacija malih župnih zborova Zlatna harfa.

## Vanjske poveznice
- O Subotici: Subotica od A do Ž: Katedrala Sv. Terezije Avilske[neaktivna poveznica], Subotica.rs